# Црнотравски говор
Црнотравски говор припада архаичним говорима штокавског наречја и то сврљишко-заплањском говорном типу, у оквиру призренско-тимочке зоне српског језика, онако како ју је одредио Александар Белић у „Дијалектима источне и јужне Србије“. Захвата не само насеља која су у непосредном окружењу варошице Црна Трава, већ нешто шири појас, пружајући се према насељима Грделичке клисуре у којима доминира јужноморавски говорни тип. Но ни сва села црнотравске општине не припадају овом говору. Источна насеља према граници са Бугарском (Кална, Градска, Преслап, Јабуковик и источни засеоци Дарковца) припадају власинском говору, односно тимочко-лужничкој зони. Црнотравски говор се буквално уклинио између два говорна типа призренско-тимочког дијалекта.

## Границе
Централну зону црнотравског говора чине насеља расута око варошице Црна Трава: насеља у сливу реке Чемерчице, насеља у сливу Власине од Тескова до Тегошнице, као и насеља у сливу Рупске реке (Бајинске) до Новог Села. То су: варошица Црна Трава, Ливађе, Славковци, Чука са засеоцима, Горња и Доња Козарница, Прочоловци, Јовановце са засеоцима, Степановци, Црвенковци, Жутини, Самчекинци, Обрадовце, Брод са засеоцима с обе стране Власине, Добро Поље са засеоцима, Бистрица, Козило, Вус, Горње и Доње Гаре, Острозуб, Рупље с околним селима Банковци, Павличина, Рајчетине те село Млачиште са Бајинцима. Гранична села црнотравског говора према тимочко-лужничкој говорној зони (власинском говору), на истоку, су: Златанце са својим засеоцима, Тодоровци са засеоцима, западни део махала села Дарковца и село Криви Дел, а на југу заселак Кучишњак, испод Чемерника. Са моравским говорним типом граниче се села црнотравског говора на ободу Грделичке клисуре: Боровик, Мачкатица, Лебет, Мрковица, Црвени Брег и Ново Село.

## Лингвистичке карактеристике
У вокалном систему црнотравски говор је сачувао полуглас (ь), чија се артикулација креће према гласу а: (кьд сьм бил момьк рабаџисувал сьм с волови до Предене...). Последњих деценија, под утицајем урбанизације, полуглас се претвара у глас а. Вокално л је дало рефлекс ла (слаба, сланце, сланчоглед, слаза, слапац, Длаги рид). Вокално р се задржало (рж, ржен, рженица, рженичиште, рбне, ргне, рка, ркање). У консонатском систему нема гласа х (леб, артија, аљина, мејур, итар, снаа, рана, нарањет, оћу, стреја, мејане). Фонема ф се супституише са в (вабрика, варба, кова, кава, кувер, ћев, вењер, валинка, совра, севте). Јавља се африката ѕ (дз): (ѕид, ѕавни, ѕвиждаљка, ѕука, ѕверка, ѕивли, проѕукне, ѕвонац, оѕрћа се, проѕиран), на крају речи се задржао глас л (сол, пепел, вол, петал, бел, дебел, залва, тил, орьл, сврдел). Чува нејотовану групу јд: (дојдем, пројдем, прејде, најдем, Најден), не познаје јотовање: гробје, снопје, сливје, лисје, грозје, Рупје, Скопје, лисје, тресен, крстен, наместен, газен, млатен, купен, ломен, славен, мутен, наљутен, граден).
У црнотравском, као и у осталим призренско-тимочким говорима, именска промена је сведена на три падежа – номинатив, акузатив и вокатив – остали се падежни односи изграђују уз употребу предлога. Мада све ређе, али се још користе удвојене личне заменице за наглашену заменичку форму (А мене ми дојде жал на дете. Кьд тебе те ватим, ћу те распучим!). Код придева је описна компарација (убав – поубав – најубав, добар – подобар – најдобар, малечак – помалечак – најмалечак).
У глаголском систему, као и други архаични говори, црнотравски не познаје инфинитив, мушки род глаголског придева у једнини се завршава на л (работил, орал, врл-врал, ишал, дошал, умрел), трпни придев (заробен, сцепен, закрпен, задавен, истресен, скратен), треће лице мн. презента има облик (носу, славу, питују), чува облике старог императива: (виђ - виђте, јеђ – јеђте), има и облик глеј – глејте, док је дистрибуција наставка другог л. мн. императива: дојдете, носете, бегејте, најдете.
Акценат је експираторни, по карактеру најближи краткосилазном акценту стандардног језика и најчешће заузима позицију старог акцента. 
У црнотравском говору се за оца каже башта (бьшта) и мати, матер, за мајку, а у јужноморавском: татко и мајка, док у власинском: бьшта и мајћа. На црнотравском се орати (говори), на власинском вреви, на црнотравском се вика (зове, дозива), на власинском ока итд.
Имајући у виду да је црнотравско становништво било упућено према Морави, где пролази воз, једино превозно средство у дугом временском периоду, поготову због печалбарства, а и због чињенице да су то били развијенији крајеви с којима се трговало, то је долазило до сталног мешања људи, и тиме је објашњив известан утицај јужноморавског говора на лексику и говор Црнотраваца, па и на опште језичке карактеристике код становништва рубног појаса према Грделичкој клисури. Без обзира на контакте становништва, таквог утицаја нема од стране власинског, тј. тимочко-лужничког говора на црнотравски.
Од свих српских говора данас је црнотравски говор најбоље описан и проучен захваљујући студији Вилотија Вукадиновића „Говор Црне Траве и Власине“ и „Црнотравском речнику“ Радосава Стојановића, који је до данас најобимнији дијалекатски речник једног говора. Можда је то и добро с обзиром на чињеницу да је овај крај један од најдепопулационијих у Србији и да ће колико за деценију остати без сеоског становништва.